# Stellit
Stellit – stop odlewniczy kobaltu (44% do 67%), chromu (25% do 32%) i wolframu (2% do 14%) zawierający często także domieszki węgla (0,5% do 4%), żelaza i molibdenu. Stellity charakteryzują się bardzo wysoką twardością, do 64 HRC (bezpośrednio po odlaniu), a zarazem kruchością, wykazują dużą odporność na ścieranie i na wysokie temperatury (do 950 °C), a także wykazują dobrą odporność korozyjną.
Produkty ze stellitu odlewa się i nie wymagają one żadnej obróbki cieplnej. Wykorzystuje się je do produkcji najwyższej jakości noży i narzędzi, części silników spalinowych (duża wytrzymałość na działanie gazów o wysokiej temperaturze) oraz innych elementów pracujących w ekstremalnych warunkach cieplnych. Stellity wykorzystuje się także do napawania powierzchni które są zagrożone zużyciem ściernym.
Nazwa pochodzi od łac. stella oznaczającego „gwiazda”. Badacze struktur zauważyli bowiem charakterystyczne gwiazdy o ostro zarysowanych kształtach w mikrostrukturze badanych przekrojów stopów kobaltu.